# Medak, Sedam
Medak là một làng thuộc tehsil Sedam, huyện Gulbarga, bang Karnataka, Ấn Độ.